# Lliga d'Ankara de futbol
La lliga d'Ankara de futbol fou una competició futbolística disputada a la ciutat d'Ankara.

## Historial

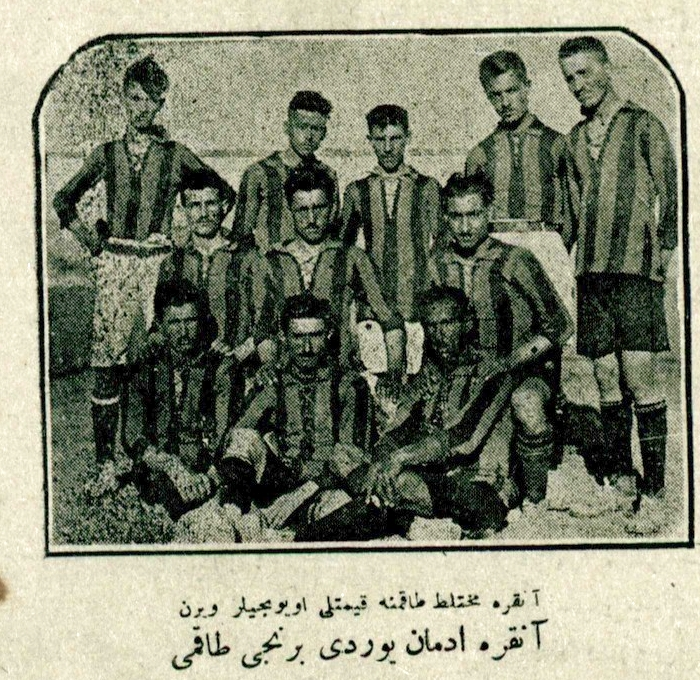
Fotografia amb el primer equip de l'Ankara İdman Yurdu publicat a la Resimli Gazete del 24 de novembre de 1923.

### Època amateur
- 1922-23 Harbiye SK
- 1923-24 Turan Sanatkarangücü
- 1924-25 Muhafızgücü
- 1925-26 Muhafızgücü
- 1926-27 Muhafızgücü
- 1927-28 Muhafızgücü
- 1928-29 Muhafızgücü
- 1929-30 Gençlerbirliği SK
- 1930-31 Gençlerbirliği SK
- 1931-32 Gençlerbirliği SK
- 1932-33 Gençlerbirliği SK
- 1933-34 Çankaya SK
- 1934-35 Gençlerbirliği SK
- 1935-36 MKE Ankaragücü
- 1936-37 MKE Ankaragücü
- 1937-38 Harbokulu
- 1938-39 Ankara Demirspor
- 1939-40 Gençlerbirliği SK
- 1940-41 Gençlerbirliği SK
- 1941-42 Harbokulu
- 1942-43 Ankara Demirspor
- 1943-44 Harbokulu
- 1944-45 Harbokulu
- 1945-46 Gençlerbirliği SK
- 1946-47 Ankara Demirspor
- 1947-48 Ankara Demirspor
- 1948-49 MKE Ankaragücü
- 1949-50 Gençlerbirliği SK
- 1950-51 Gençlerbirliği SK
- 1951-52 MKE Ankaragücü
- 1952-53 Havagücü
- 1953-54 Hacettepe YCS

### Època professional
La temporada 1954-1955 la lliga de futbol d'Ankara esdevingué professional. Tots els clubs militars com Karagücü, Havagücü, Jandarmagücü, Harbokulu, Muhafızgücü, Talimgah romangueren com clubs amateurs. La competició es disputà fins al 1959 a causa de la creació de la lliga nacional. El campionat es continuà disputant sense la participació dels principals equips de la ciutat.
- 1954-55 Hacettepe YCS
- 1955-56 MKE Ankaragücü
- 1956-57 MKE Ankaragücü
- 1957-58 Hacettepe YCS
- 1958-59 Ankara Demirspor